# Amelio di Lautrec
Amelio di Lautrec (... – 1337) è stato un vescovo cattolico francese.

## Biografia
Uomo di fiducia di papa Giovanni XXII, fu rettore della Marca Anconitana dal 1317 al 1327 per Santa Romana Chiesa.
Il 24 febbraio 1321 firmò un trattato con Pandolfo I Malatesta, signore di Rimini, per contrastare i ribelli ghibellini di Fano, Cagli e Urbino. Nel 1322 assediò Recanati costringendola alla resa; entrato in città, incendiò e distrusse le fortificazioni, le case dei capi ghibellini e il Palazzo dei Priori.
Ricoprì gli incarichi di abate della basilica di Saint-Sernin di Tolosa e di vescovo di Castres.
Nel 1323 Galeotto I Malatesta, figlio di Pandolfo I, sposò la nipote di Amelio, Elisa de la Villette (?-1366).